# Whenever You Need Somebody (Lied)
Whenever You Need Somebody ist ein von Stock Aitken Waterman geschriebenes Lied, das 1985 durch O’Chi Brown erstmals veröffentlicht wurde. 1987 wurde es in der Version des britischen Sängers Rick Astley zu einem Nummer-eins-Hit. Es erschien im Oktober 1987 als Single wie auch im November 1987 auf dem Album gleichnamigen Album.

## Hintergrund
In dem Dance-Pop-Song, der hauptsächlich von Synthesizern begleitet wird, versichert das Lyrische Ich, dass es, wann immer es gebraucht werde, zur Stelle sei. Geschrieben und produziert wurde er von Stock Aitken Waterman, zunächst für O’Chi Brown. Diese Version erreichte Platz 97 der britischen Charts.

## Version von Rick Astley
1987 veröffentlichte Astley seine Version, die sich zu einem internationalen Hit entwickelte. Sie erreichte unter anderem Platz eins in Deutschland, der Schweiz und Schweden. Im Vereinigten Königreich erreichte sie Platz drei.
Im Musikvideo zu Astleys Version ist eine junge blonde Frau am Strand zu sehen, die Astley am Ende im Studio besucht. Auch eine startende Concorde ist zu sehen. Das Video wurde bei YouTube über 16 Millionen Mal abgerufen (Stand: Juni 2021).